# Adolf Rauchheld
Carl Ferdinand Adolf Rauchheld (* 13. November 1868 in Bochum; † 28. November 1932 in Oldenburg (Oldb)) war ein deutscher Architekt, oldenburgischer Baubeamter und Denkmalpfleger.

## Leben

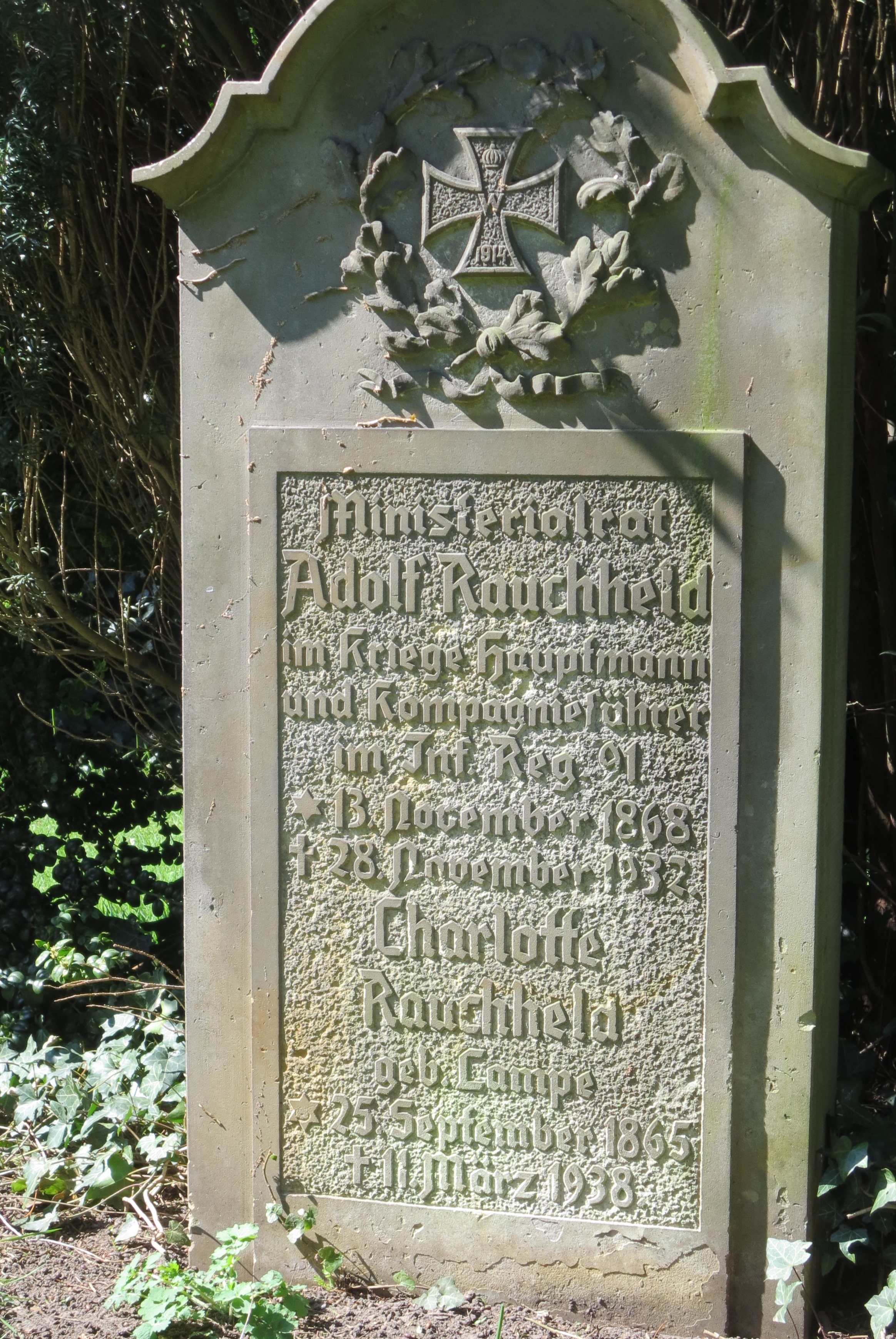
Grabstein auf dem Gertrudenfriedhof (Oldenburg)

Adolf Rauchheld war ein Sohn des Kastellans Diedrich Rauchheld und studierte Architektur an der Technischen Hochschule Dresden und der Technischen Hochschule (Berlin-)Charlottenburg. In Berlin wurde er Mitglied des Corps Pomerania-Silesia. 1893 legte er das erste Staatsexamen im Hochbaufach ab. Nach dem Militärdienst als Einjährig-Freiwilliger war er als Regierungsbauführer (Referendar in der öffentlichen Bauverwaltung) in Hannover und Düsseldorf tätig. 1895 wechselte er als Hilfsbeamter der Hochbaudirektion in den oldenburgischen Staatsdienst. 1898 wurde er Bauinspektor. 1903 wurde Rauchheld zum Bezirksbaumeister für den Hochbau des Bezirkes Nord ernannt und arbeitete als einer der Herausgeber an dem mehrbändigen Werk der Bau- und Kunstdenkmäler des Herzogtums Oldenburg mit, für das er schon ab 1898 präzise Bauaufnahmen und Skizzen sakraler sowie profaner Gebäude gezeichnet hatte. 1905 wurde er Mitglied des Bauausschusses der Oldenburgischen Landes-, Industrie- und Gewerbeausstellung. 1908 wurde er Baurat und 1924 erfolgte seine Ernennung zum Ministerialrat und Vortragenden Rat im oldenburgischen Ministerium der Finanzen.
Als Baubeamter prägte er in fast vier Jahrzehnten das Baugeschehen in Oldenburg. Im Stil des Historismus beginnend näherte er sich ab 1905 durch den Kontakt zu Peter Behrens dem Jugendstil der Darmstädter Prägung und zuletzt dem architektonischen Expressionismus an. Zudem betätigte er sich in der Denkmalpflege. Seine Sammlung angewandter Druckgrafik aus der Zeit um 1900 vermachte er 1924 dem Landesmuseum Oldenburg. Er war außerdem Initiator und Vorsitzender des 1913 gegründeten Bundes Oldenburger Werkkünstler, der sich 1914 an der Kölner Werkbundausstellung beteiligte.
Am Ersten Weltkrieg nahm Rauchheld als Frontoffizier teil.
Seine Untersuchungen zur Glockengeschichte Oldenburgs und Ostfrieslands waren ein bedeutender Beitrag zum Deutschen Glockenatlas. Seine Arbeit als Baubeamter und Denkmalpfleger sowie sein Kunstengagement verschafften ihm eine zentrale Stellung im öffentlichen Leben des Großherzogtums bzw. Freistaats Oldenburg zwischen 1900 und seinem Tod 1932.

## Auszeichnungen
Zu seiner Ehrung wurde die Adolf-Rauchheld-Straße in Oldenburg benannt.

## Bauwerke
- 1900: Bankgebäude für die Ersparungskasse Oldenburg (später Landessparkasse zu Oldenburg)[4]
- 1901–1902: Amtsgericht Oldenburg
- 1905: Haupthalle, Weinschenke, Brunnen und Restaurant auf der Oldenburgischen Landesausstellung 1905 in Oldenburg[5]
- 1905: Wohnhaus Haus Mutzenbecher in Oldenburg
- 1906: Torhaus für die Landesversicherungsanstalt Oldenburg in Oldenburg (abgebrochen)
- 1907: Umgestaltung der Alexanderkirche in Wildeshausen (Jugendstil)
- 1907: Bankgebäude für die Staatliche Kreditanstalt in Oldenburg, Gottorpstraße
- 1911: Amtsgericht Rüstringen[6]
- 1911–1912: Amtsgericht Nordenham[7]
- 1913: Druck- und Verlagshaus für den Stalling-Verlag in Oldenburg[8][9]
- 1913: Wohnhaus Villa Stalling in Oldenburg
- 1914: Schulgebäude für das staatliche Reform-Realgymnasium Rüstringen, Rathausplatz (abgebrochen)[10][11]
- 1919–1923: Umbau des Oldenburger Schlosses zum Landesmuseum
- 1925–1927: Amalienbrücke in Oldenburg (1980 abgebrochen)
- 1925–1927: Cäcilienbrücke in Oldenburg[12] (Neubau ab 2023 vorgesehen)
- 1925–1927: Wasserkraftwerk Achterdiek in Oldenburg[13]

## Schriften
- Glockenkunde Oldenburgs. In: Oldenburger Jahrbuch des Vereins für Altertumskunde und Landesgeschichte, Band 29, Druck und Verlag von Gerhard Stalling, Oldenburg i. O. 1925, S. 5 ff. (Digitale Bibliothek, abgerufen am 1. November 2015)